# فردریک شوالمه
فردریک شوالمه (انگلیسی: Frédéric Chevalme؛ زادهٔ ۱۴ ژانویهٔ ۱۹۷۴) بازیکن فوتبال اهل فرانسه است.
از باشگاه‌هایی که در آن بازی کرده‌است می‌توان به باشگاه فوتبال دیژون و باشگاه فوتبال آنژه اشاره کرد.